# Huachinantitla
Huachinantitla är en ort i Mexiko.   Den ligger i kommunen Tepoztlán och delstaten Morelos, i den sydöstra delen av landet, 50 km söder om huvudstaden Mexico City. Huachinantitla ligger 1 796 meter över havet och antalet invånare är 181.
Terrängen runt Huachinantitla är kuperad söderut, men norrut är den bergig. Terrängen runt Huachinantitla sluttar söderut. Runt Huachinantitla är det ganska tätbefolkat, med 179 invånare per kvadratkilometer. Närmaste större samhälle är Cuernavaca, 13,5 km sydväst om Huachinantitla. I omgivningarna runt Huachinantitla växer huvudsakligen savannskog.